# 2013年千葉縣知事選舉
2013年千葉縣知事選舉（日語：2013年千葉県知事選挙），是於2013年（平成25年）3月17日所舉行的日本地方選舉，以決定下任的千葉縣知事。